# لورين برانت
لورين برانت (بالإنجليزية: Lauren Brant)‏ هي مغنية وممثلة أسترالية، ولدت في 24 فبراير 1989 في بلومفونتين في جنوب أفريقيا.

## وصلات خارجية
- لورين برانت على موقع IMDb (الإنجليزية)
- لورين برانت على موقع ديسكوغز (الإنجليزية)